# جيمس ماكنزي (سياسي أسترالي)
جيمس ماكنزي (بالإنجليزية: James McKenzie)‏ هو سياسي أسترالي، ولد في 4 أكتوبر 1867، وتوفي في 19 أغسطس 1939.